# ブレンダ・シュルツ＝マッカーシー
ブレンダ・シュルツ＝マッカーシー（Brenda Schultz-McCarthy、1970年12月28日 - ）は、オランダ・ハールレム出身の女子プロテニス選手。主に1990年代に活躍し、当時の女子プロテニス界で最速サーブを誇る“ビッグ・サーバー”タイプの選手として知られた。WTAツアー通算でシングルス7勝、ダブルス9勝を挙げ、1995年の全米オープンで女子ダブルス準優勝者になった。自己最高ランキングはシングルス9位、ダブルス7位。1995年に結婚し、以降は既婚選手として、自分の姓「シュルツ」（Schultz）と夫の姓「マッカーシー」（McCarthy）を併用して活動した。夫のショーン・マッカーシー（Sean McCarthy）はアメリカ人で、かつてはシンシナティ大学のアメリカンフットボール選手だった。
9歳からテニスを始め、1986年にプロ転向。1988年から女子テニス国別対抗戦・フェドカップ（当時の名称は「フェデレーションカップ」で、1995年より現行の「フェドカップ」に名称変更）のオランダ代表選手に選ばれる。初期の活躍は、1988年全仏オープンと1989年全豪オープンで4回戦進出があった。1990年と1991年には、2年連続でウィンブルドンの4回戦に進出した。ダブルスでは1989年全仏オープンと1990年全豪オープンの2大会で、アンドレア・テメシュバリ（ハンガリー）と組んだ準決勝進出がある。1991年8月、シュルツはアメリカの「OTBオープン」で女子ツアーのシングルス初優勝を達成した。1992年は全豪オープンで、ステファニー・レイヒ（アメリカ）と組んで2年ぶり2度目の女子ダブルス準決勝進出がある。
1995年4月8日、ブレンダ・シュルツはショーン・マッカーシーと結婚し、2つの姓を併用して「ブレンダ・シュルツ＝マッカーシー」と名乗るようになる。この年に両親の双方を亡くす不幸も経験したが、彼女の最盛期はこの年に訪れ、ウィンブルドンと全米オープンの2大会連続でシングルス準々決勝に進出した。ウィンブルドンでは女子ダブルスでガブリエラ・サバティーニ（アルゼンチン）とペアを組んでベスト4に進出し、シングルス準々決勝で第2シードのアランチャ・サンチェス・ビカリオと顔を合わせる。全米オープンのシングルスでは、4回戦で第6シードだった日本の伊達公子を 7-5, 3-6, 6-2 で破り、続く準々決勝で第4シードのコンチタ・マルティネスに敗れた。（伊達はこの敗戦により、全米オープンで3年連続ベスト8入りのチャンスを逃した。）この大会の女子ダブルスで、シュルツ・マッカーシーはレネ・スタブス（オーストラリア）と組んで決勝に進出した。2人は当時最強を誇ったジジ・フェルナンデス（プエルトリコ）＆ナターシャ・ズベレワ（ベラルーシ）組に 5-7, 3-6 のスコアで敗れ、シュルツ＝マッカーシーは全米女子ダブルス準優勝者になった。1997年10月、彼女はカナダ・ケベックシティ大会で最後のシングルス優勝を飾った。
ブレンダ・シュルツはオリンピックのオランダ代表選手として、1992年バルセロナ五輪と1996年アトランタ五輪の2度出場した。バルセロナ五輪では、シングルス2回戦・ダブルス1回戦敗退に終わる。2度目の出場だったアトランタ五輪では、マノン・ボーラグラフとのダブルスで準決勝に進出した。シュルツ＝マッカーシーとボーラグラフは、女子ダブルス準決勝でアメリカ代表のジジ・フェルナンデス＆メアリー・ジョー・フェルナンデス組に敗れた後、準決勝敗退2組による「銅メダル決定戦」でスペイン代表のアランチャ・サンチェス・ビカリオ＆コンチタ・マルティネス組に 1-6, 3-6 で敗れ、オランダ代表としての銅メダルを逃した。
1990年から1997年までの間、シュルツ＝マッカーシーのサービスは女子最高速度を誇っていた。1997年のウィンブルドンで、彼女はサービスの自己最高速度（時速197.9 km ＝ 197.9 km/h）を出している。しかしこの年の秋からビーナス・ウィリアムズ（アメリカ）が台頭し、シュルツ・マッカーシーよりもはるかに安定した超高速サーブを放つようになる。ビーナスの台頭とほぼ同時に、シュルツ・マッカーシーのテニスも衰えが目立ち始めた。1998年はシーズンの半年しか試合をこなせず（年間3勝10敗）、全仏オープンの1回戦敗退後に背中の手術を受けた。その1年後、1999年の全仏オープン1回戦敗退を最後に、ブレンダ・シュルツ＝マッカーシーは28歳で現役を引退した。
2005年、シュルツ・マッカーシーは1997年以来8年ぶりのフェドカップに出場し、2006年からのツアー復帰を表明した。復帰後最初に出場したツアー戦は、日本の東レ パン・パシフィック・オープン・テニストーナメント予選会であった。この年はシンシナティ・マスターズシングルス予選一回戦でジュリア・コーエン(アメリカに2-6,4-6で敗れるも、その試合で1998年に記録した女子サービス最高速度204kmを上回る209kmのサービスを叩き出し、サービス最速記録を再び手中に入れる等大きな話題となった。本来はこの年限りの参戦を予定していたが、本人の予想以上の好調さから方針を転換し、2008年まで3年間下部ツアーであるサーキット大会を中心に転戦を続けた。